# Raimundo Roger de Foix
Raimundo Roger I fue conde de Foix. Sucedió a su padre Roger Bernardo I el Gordo a su fallecimiento en 1188.

## Biografía
En 1196 efectuó una incursión al condado de Urgel y al de Cerdaña, tomando en una segunda incursión dos años después (1198) La Seo de Urgel, sede del obispo. Estas incursiones se efectuaban por los derechos feudales sobre Andorra discutidos entre los Castellbó (Raimundo Roger I estaba aliado al vizconde de Castellbó, Arnaldo) y el Obispado de Urgel.

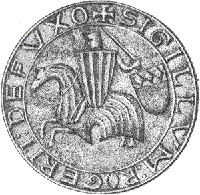
Sello de Raimundo Roger

En 1199 asistió a la consagración de la nueva Abadía de Bulbona, lugar de reposo de muchos de los condes de Foix.
En 1201 se enfrentó al conde de Tolosa, Raimundo VI, que había aceptado el homenaje feudal del señor de Saverdun, el cual poseía el territorio por infeudación del conde de Foix. También se enfrentó con el conde de Cominges durante unos años (hasta 1209), por la posesión del feudo de Volvestre.
En 1203, Raimundo Roger I y su aliado Arnaldo vizconde de Castellbó fueron derrotados y capturados por Ermengol VIII, conde de Urgel y el obispo de Urgel Bernardo de Vilamur. Su prisión duró siete meses (febrero a septiembre) siendo liberados por intercesión de Pedro II, rey de Aragón
La actuación de Simón de Montfort provocó que el conde de Foix, que no había optado por el catarismo, se alineara fielmente al lado de su soberano feudal, el conde Raimundo VI de Tolosa en contra de los cruzados. Tras la derrota de Muret el condado quedó en poder de Simón de Montfort. El Concilio de Letrán IV (1215) confirmó a Raimundo Roger la posesión del condado pero Simón se negaba a entregarlo. En 1216 los feudales de la zona iniciaron la guerra de recuperación de sus feudos que duró hasta 1224. En 1217 participó en el sitio de la ciudad de Tolosa donde Simón de Montfort murió.
En 1223 ya había recuperado todas sus posesiones excepto Mirepoix. Estaba sitiando esta ciudad cuando una úlcera acabó con su vida (1223).

## Matrimonio y descendencia
Se casó con Felipa de Montcada, teniendo con ella cuatro hijos:
- Roger Bernardo II el Grande; su sucesor
- Cecilia (casada con Bernardo V conde de Cominges);
- Ramón Roger (monje en la abadía de Bulbona);
- Esclaramunda (esposa de Bernardo de So, señor de Donasa y Oueragui y castellano de So).

Tuvo además como concubina a Ricsenda de Narbona, con la que tuvo otros tres hijos: 
- Odón;
- Eimerico (fallecido en 1229);
- Lupo, al que se concedió el señorío de Saverdun y que casó con Honorata de Baumont, tronco de la casa de los señores  de Rabat, vizcondes de Conserans y marqueses de Foix y Fornets, extinguiéndose esta rama cadete en 1698.